# Кутарис
Кутари́с (каз. Құтарыс) — село у складі Сайрамського району Туркестанської області Казахстану. Адміністративний центр Кутариського сільського округу.
До 2000 року село називалось Кизиласкер.
Населення — 2658 осіб (2021; 2642 у 2009, 2065 у 1999, 1846 у 1989).
26 березня 2015 року до села було приєднано територію площею 2,84 км².